# Partidaris d'Herodes
|  | Per als descendents d'Herodes el Gran vegeu Herodians |

Els partidaris d'Herodes van ser un secta o partit esmenat al Nou Testament atès que en dues dues ocasions - per primera vegada a Galilea, i després a Jerusalem - manifesta una disposició hostil cap a Jesús (Marc 3:6, Marc 12:13 Mateu 22:16; cf. també Marc 8:15, Lluc 13:31-32, Ac 4:27).
En cadascun d'aquests casos, el seu nom s'acobla amb els dels fariseus. A Marc 3:6, els fariseus van començar a conspirar contra Jesús en resposta a les seves accions per la curació en dissabte, i va assenyalar els partidaris d'Herodes en la seva conspiració. A Marc 8:15, Jesús va reconèixer que l'aliança dels fariseus i d'Herodes (és a dir, dels seus partidaris) era una font de perill per a ell. A Marc 12:13 i més endavant, els fariseus i els partidaris d'Herodes junts, després d'haver enviat una delegació per investigar i qüestionar el que Jesús ensenyava en el Temple de Jerusalem, afalagaren conjuntament Jesús per la seva honestedat i imparcialitat, després d'interrogar-lo políticament en relació amb la seva actitud a l'hora de pagar impostos romans. Sembla ser aque Jesús hauria impressionat els partidaris d'Herodes amb la seva resposta, segons Marc 12:17
Segons molts intèrprets, els cortesans i soldats d'Herodes Antipas ("Milites Herodis", Jeroni d'Estridó) estaven destinats; altres argumenten que els partidaris d'Herodes eren probablement un partit polític públic, que es van distingir dels dos grans partits històrics del judaisme post-exili (els fariseus i els saduceus) pel fet que eren i havien estat sincerament simpàtics a Herodes el Gran, al Rei dels Jueus, i la seva dinastia (cf. formacions com ara "Caesariani", "Pompeiani").
És possible que, per guanyar adeptes, el partit d'Herodes pogués haver tingut el costum de representar que l'establiment d'una dinastia herodiana seria favorable a la realització de la teocràcia; i això al seu torn pot explicar l'al·legat de Pseudo-Tertul·lià (Adversis Omnes Haereses [1,1) que els partidaris d'Herodes consideraven Herodes si mateix com el Messies. Els rabins van anomenar la secta com els betusians pel fet de ser amigables a la família de Boet, la filla del qual, Mariamne, fou una de les esposes d'Herodes el Gran.
El professor Robert Eisenman de la Universitat Estatal de Califòrnia a Long Beach argumenta que Pau Apòstol era un membre de la família d'Herodes el Gran. El professor Eisenman fa una connexió entre Pau i un individu identificat per Flavi Josep com a "Saule", un "parent d'Agripa." Un altre element molt citat del cas de Pablo com un membre de la família d'Herodes es troba a Romans 16:11 on pau havia escrit "Saludeu Herodió, que és del meu llinatge". Aquesta és una opinió minoritària en la comunitat acadèmica.